# FC Dinamo București
Fotbal Club Dinamo București (Dinamo Bukurešť) je klub rumunské první ligy, sídlící ve městě Bukurešť. Byl založen roku 1948, hřištěm klubu je stadion s názvem Stadionul Dinamo s kapacitou 15 300 diváků.
Barvami klubu jsou červená a bílá.

## Historie
Klub byl založen v roce 1948 a patřil pod ministerstvo vnitra.
V roce 1973 Dinamo vyhrálo v PMEZ nad Crusaders Belfast 11:0, což je historický rekord této soutěže.
V ročníku 1983/84 se Dinamo jako první rumunský tým dostalo do semifinále PMEZ. Ve 2. kole vyřadilo obhájce trofeje Hamburger SV. Ve čtvrtfinále přešlo přes Dinamo Minsk, ale v semifinále prohrálo oba zápasy s Liverpoolem.

## Úspěchy

### Domácí
- 18× mistr (1955, 1961–62, 1962–63, 1963–64, 1964–65, 1970–71, 1972–73, 1974–75, 1976–77, 1981–82, 1982–83, 1983–84, 1989–90, 1991–92, 1999–2000, 2001–02, 2003–04, 2006–07)
- 13× vítěz rumunského poháru (1958/59, 1963/64, 1967/68, 1981/82, 1983/84, 1985/86, 1989/90, 1999/00, 2000/01, 2002/03, 2003/04, 2004/05, 2011/12)[1]
- 2× vítěz rumunského superpoháru (2005, 2012)[2]
- 1× vítěz Ligového poháru (1916/17)

### Mezinárodní
- 1× semifinále PMEZ (1983/84)
- 1× semifinále PVP (1989/90)

## Významní hráči
- Dudu Georgescu (1973–1983)
- Ionel Dănciulescu (1995–1997, 2002–2009, 2010–2013)